# William Henry Press
William Henry Press (23 de maio de 1948) é um astrofísico, físico teórico e biólogo computacional estadunidense.
É membro da Academia Nacional de Ciências dos Estados Unidos, da Academia de Artes e Ciências dos Estados Unidos e do Council on Foreign Relations. Em 1981 recebeu o Prêmio de Astronomia Helen B. Warner.
Em abril de 2009 o presidente Barack Obama nomeou-o para o Conselho de Consultores da Presidência em Ciência e Tecnologia. Em fevereiro de 2011 foi eleito presidente da Associação Americana para o Avanço da Ciência para o ano 2012.

Press é co-autor do Numerical Recipes.